# Campo de pruebas de Tonopah

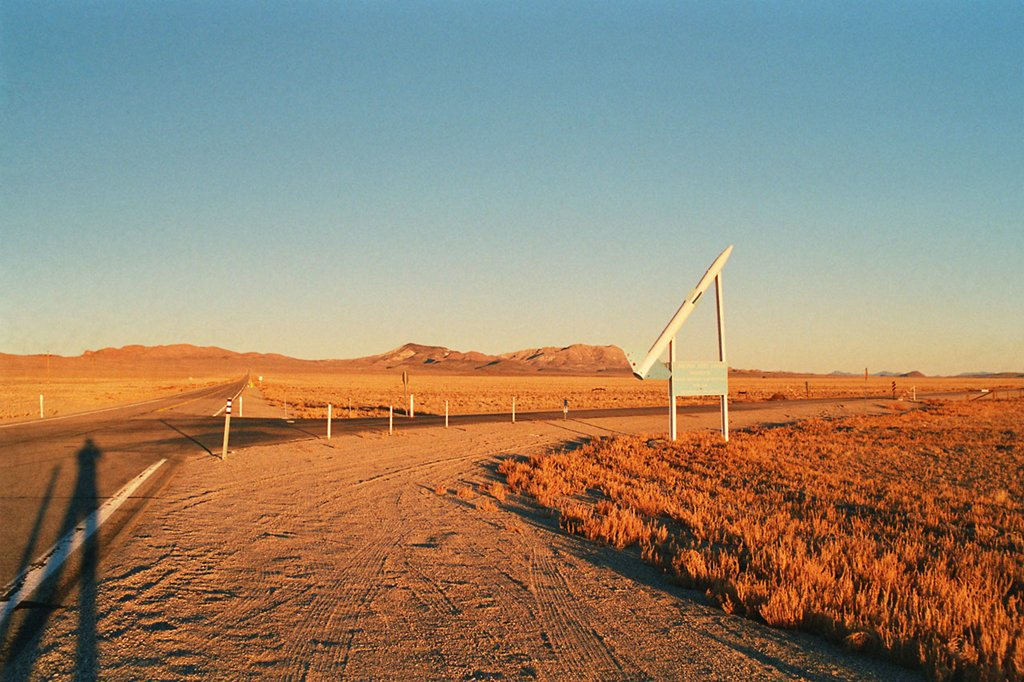
Entrada al Campo de Pruebas de Tonopah desde la carretera 6

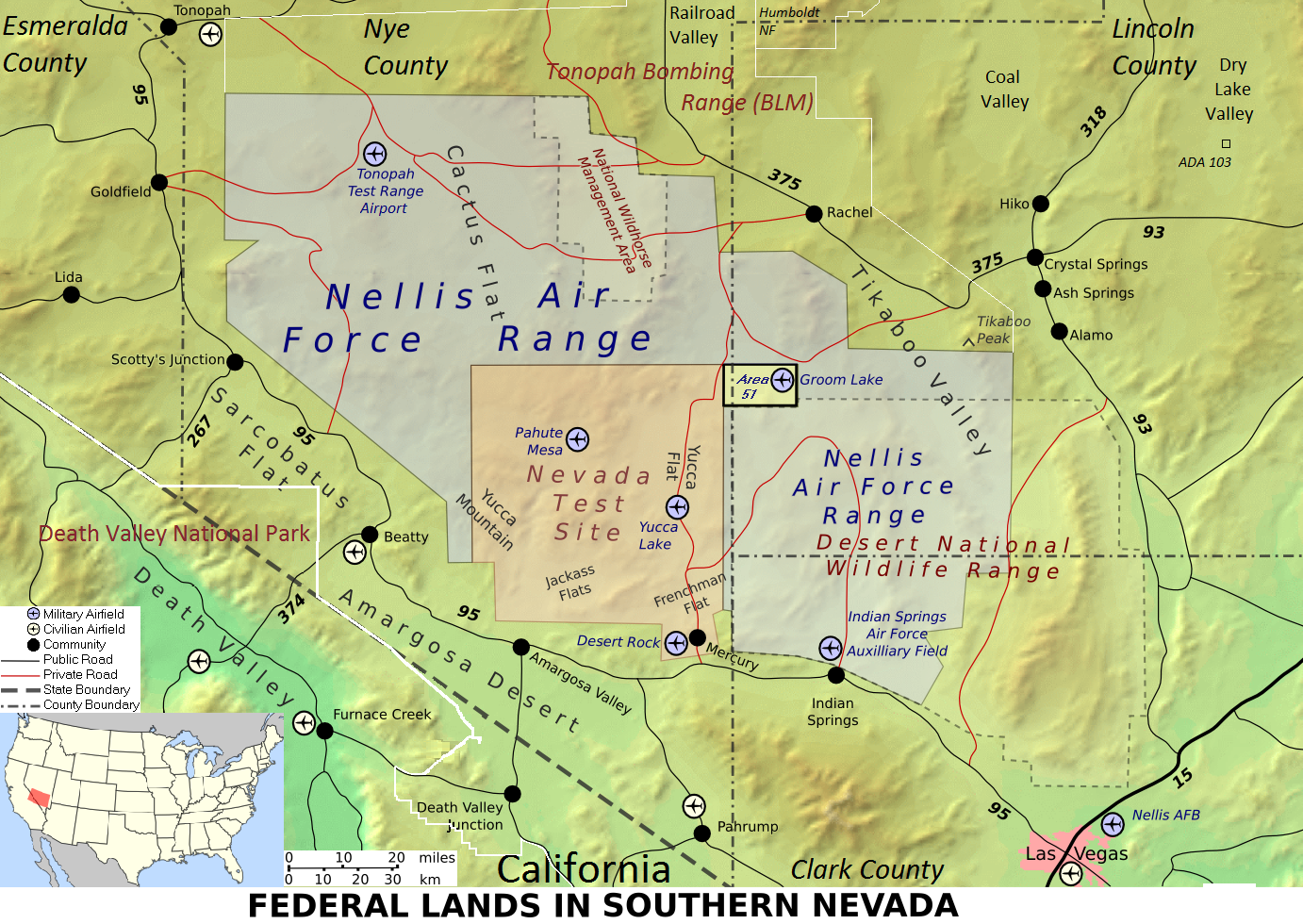

El Campo de Pruebas de Tonopah (del inglés: Tonopah Test Range (TTR)) o conocida también como Área 52, es una instalación militar ubicada aproximadamente a 48 km al sudeste de Tonopah (Nevada). Esto es parte de la franja norte del Polígono de Pruebas de Nellis y es inaccesible al público. El Tonopah Test Range está localizado aproximadamente al noroeste de Groom Lake, cerca de la instalación Área 51. Al igual que Groom Lake, el Tonopah Test Range es un sitio de interés para los teóricos de la conspiración, sobre todo por la utilización de aviones experimentales y secretos. En la base también se realizan pruebas de cohetes sonda.
El Tonopah Test Range incluye el Aeropuerto del Tonopah Test Range. Aproximadamente a seis millas al norte del campo de aviación hay un área extensa de alojamientos llamada Mancamp, que tiene dormitorios, una biblioteca, cafetería (actualmente cerrada), gimnasio, dos boleras, un bar y un ATM.
La instalación de Tonopah es en gran parte un valle que está al oeste, cerca del Cactus Range. Al este está el Kawich Range, cerca de Silverbow, uno de los pueblos fantasmas de minería más grandes en Nevada. Cerca de Tonopah hay caballos salvajes y familias de coyotes controlados muy de cerca por la Oficina de Administración de Tierras.

## Historia
La instalación comenzó a operar en 1957 como un sitio de pruebas para programas de armamento del Departamento de Energía de los Estados Unidos, y la mayor parte de su actividad fue administrado por los Laboratorios Nacionales Sandia.

### Constant Peg
De 1977 a 1988 Tonopah recibió un código de programación de combate para la Fuerza Aérea, el MIG y fue llamado en los Estados Unidos como Constant Peg. La idea del coronel Gail Peck, permitió a los estadounidenses volar con aviones rusos durante la Guerra Fría. Constant Peg fue desclasificado como secreto oficial el 15 de noviembre de 2006, aunque ya se había hablado del protipo de avión en foros militares de Internet a mediados de 2004. Alrededor de 25 aviones MiG estuvieron implicados en entrenamientos incluyendo MiG-17, MiG-21, y el MiG-23. Se cree que desde el final del programa MiG-25 de Constant Peg, los MiG-29 y el SU-27 también operaron en el Tonopah Test Range para pruebas de evaluación de vuelo.
Aproximadamente 6800 pilotos participaron en Constant Peg.

### Stealth
El Lockheed F-117 Nighthawk estuvo operando en secreto desde de 1982 hasta 1989 mientras el programa todavía estaba clasificado. Durante este período el área Mancamp se enlazó al aeródromo mediante el servicio del autobús local, mientras que el aeródromo a su vez se enlazó con la Base de la Fuerza Aérea de Nellis, alrededor de cinco a veinte vuelos de Boeing 727 vuelan desde Nellis a Tonopah. En el campo de aviación de Tonopah también aterrizaban aviones Boeing 737 y de la Janet, que llegaban del Aeropuerto Internacional Harry Reid y que trasladaban a empleados del Laboratorio Nacional Sandia.

## En la cultura popular
Al igual que el Área 51, el Área 52 ha tenido variadas apariciones en los medios de comunicación, destaca su aparición en el videojuego World of Warcraft y la serie animada Total Drama World Tour  y en la película Looney Tunes: Back in Action.